# Луалаба (провинция)
Луалаба (фр. Lualaba) — провинция Демократической Республики Конго, расположенная на юге страны.
До конституционной реформы 2005 года Луалаба была частью бывшей провинции Катанга. Административный центр — город Колвези.
Население провинции — 1 677 288 человек (2005).
В провинции расположены месторождения меди, кобальта, урана, радия и известняка.

## Административное деление

### Города
- Колвези
- Мусумба

### Территории
- Дилоло
- Капанга
- Сандоа